# Hindasvint
Hindasvint (lat. Chintasvintus) je bio vizigotski kralj u Hispaniji od 642. godine do svoje smrti, 653. godine. Naslijedio je Tulgu, kojeg je svrgnuo s prijestolja. Službeno je za kralja izabran 30. travnja 642.
Usprkos svojim poodmaklim godinama (imao je 79. godina kad je stupio na prijestolje), veteran Leovigildovih religioznih pohoda nakon napuštanja arijanstva, uspio je prisili plemstvo i kuriju na poslušnost. Pogubio je 200 pripadnika visokog gotskog plemstva (lat. primates) i oko 500 pripadnika nižeg gotskog plemstva (lat. mediocres), velik broj ih je i protjerao ili im oduzeo imovinu, a sve to prije nego izbijanja ikakva ustanka, bez suđenja ni istrage, samo iz uvjerenja da se sprema ustanak.
Sedmi sabor u Toledu, održan 16. listopada 646. godine, podržao je ove mjere i pooštrio kazne za one koji se dignu protiv kralja, i proširio ih i na svećenstvo koje bi podržalo uzurpatore i pobunjenike. Ovim mjerama je Hindasvint je uspio donijeti mir i red u kraljevstvo.
Hindasvint je pokušao uspostaviti nasljednu monarhiju time što je 20. siječnja 648. godine natjerao Braulija od Zaragoze da proglasi njegovog sina, Rekesvinta, za suvladara. Od tog dana pa do Hindasvintove smrti, njegov sin je bio zapravo pravi vladar Vizigota.
Usprkos svojoj nemilosrdnoj politici, Hindasvint je u crkvenim analima zabilježen kao veliki dobročinitelj crkve koji joj je poklonio mnogo zemlje i dao mnoge privilegije. Unaprijedio je javnu imovinu i poboljšao je metode oporezivanja. Na vojnom planu, poduzeo je pohode protiv buntovnih Baska i Luzitanaca.

## Hindasvint kao zakonodavac
Kao zakonodavac, donio je mnoge zakone u oblasti građanskog prava. Uz pomoć Braulija, biskupa Zaragoze, počeo je izradu teritorijalnog zakona koji je obuhvaćao i gotsko i hispanorimsko stanovništvo. Hindasvintova „Knjiga zakona“ (lat. Liber Iudiciorum), objavljena je u svojoj osnovnoj varijanti, nakon dvije godine od početka radova. Tijekom cijele Hindasvintove vladavine, ovaj zakonik se poboljšavao, da bi ga konačno završio njegov sin 654. godine. Između 643. i 644. zamijenio je Alarikov zakonik koji su koristili Hispanorimljani i Leovigildov kodeks koji su koristili Goti.
Prema Edwardu Gibbonu, tijekom Hindasvintove vladavine muslimani su počeli svoje prve napade na Hispaniju. Svoje posljednje godine Hindasvint je proveo u molitvi. Osnovao je manastir San Román de Hornija pored rijeke Duero, kako bi počivao pored svoje žene Resiberge. S druge strane, za Eugenija II., biskupa Toleda, Hindasvint je bio „neznabožnik, nepravedan i nemoralan“.

## Vanjske poveznice
- Edward Gibbon, History of the Decline and Fall of the Roman Empire Poglavlje 51
- Visigothic Law Code: tekst. Prolog je pisan 1908. i treba ga čitati s rezervom.  Pogledati Book VI: Concerning Crimes and Tortures, pod Title III: Concerning Abortion, sedmi članak, koji nije „drevni zakon“, već riječi kralja Flavija Hindasvinta (FLAVIUS CHINTASVINTUS REX)
- Muzej kralja Hindasvinta: slika (na španjolskom jeziku)